# Friedrich Hasenöhrl

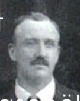
Friedrich Hasenöhrl

Friedrich (Fritz) Hasenöhrl (* 30. November 1874 in Wien; † 7. Oktober 1915 in Vielgereuth, Welschtirol) war ein österreichischer Physiker.

## Leben und Werk
Friedrich Hasenöhrl wurde als zweites Kind von Viktor Hasenöhrl (Regierungsrat, Hof- und Gerichtsadvokat) und Gabriele, geborene Freiin von Pidoll zu Quintenbach, in Wien geboren. Er besuchte die Theresianische Akademie und bestand die Matura mit Auszeichnung. Schon in seiner Schulzeit trat er durch kleinere Veröffentlichungen auf dem Gebiet der Mathematik in Erscheinung. 1892 begann er das Studium der Mathematik und Physik und arbeitete an der Universität Wien u. a. bei Franz Serafin Exner, Josef Stefan und Ludwig Boltzmann. Bereits während des zweiten Studienjahres veröffentlichte er die mathematische Arbeit „Über das quadratische Reziprozitätsgesetz“. 1894 unterbrach er sein Studium für eine einjährige freiwillige Militärzeit, während der er Hugo von Hofmannsthal kennenlernte. 1896 promovierte er bei Franz-Serafin Exner Über den Temperaturkoeffizienten der Dielektrizitätskonstante in Flüssigkeiten und die Mosotti-Clausius'sche Formel.
Danach wendete sich Hasenöhrl stärker der theoretischen Physik zu, wurde 1897 zum Doktor der Philosophie promoviert und 1899 mit einer Arbeit über Potentialtheorie habilitiert. Ein Auslandsaufenthalt führte ihn zu Heike Kamerlingh Onnes an die Universität Leiden – Boltzmann hatte ihn Kamerlingh-Onnes auf Anfrage als Assistenten empfohlen. Im März 1899 heiratete er Ella Brückner und erhielt noch im selben Jahr die venia legendi an der Universität Wien. Schnell erwarb er sich den Ruf, ausgezeichnete Vorlesungen zu halten. Zu seinen Schülern gehörten u. a. Paul Ehrenfest und Erwin Schrödinger. 1905 wurde Friedrich Hasenöhrl mit dem Haitinger-Preis der Akademie der Wissenschaften in Wien ausgezeichnet.

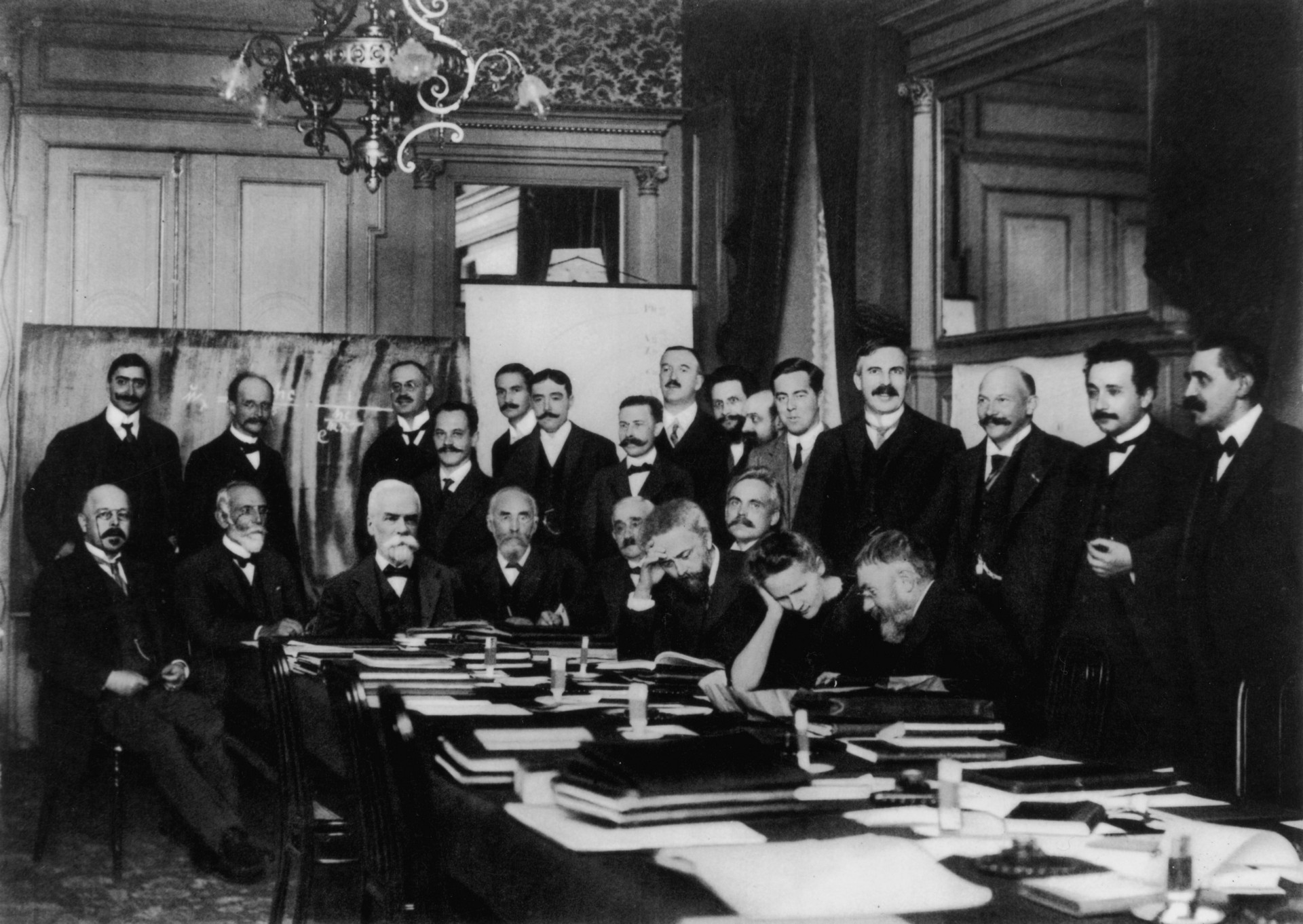
Erste Solvay-Konferenz 1911 – Friedrich Hasenöhrl, stehend Achter von links

1906 wurde Hasenöhrl außerordentlicher Professor an der Technischen Hochschule in Wien. Als noch im selben Jahr Ludwig Boltzmann starb, wurde Hasenöhrl, der nach Wilhelm Wien und Max Planck als dritter auf der Berufungsliste stand, dessen Nachfolger als Ordinarius für Theoretische Physik. Er war Teilnehmer der ersten beiden Solvay-Konferenzen 1911 und 1913.
Bei Ausbruch des Ersten Weltkrieges meldete sich Hasenöhrl, mittlerweile vierzigjährig, freiwillig zum Kriegsdienst. Nach einer Verwundung an der Schulter im Juli 1915 erhielt er das Militär-Verdienstkreuz 3. Klasse. Als Oberleutnant der Reserve und Bataillonskommandant im 14. Infanterie-Regiment wurde er am 7. Oktober in Vielgereuth (Folgaria) bei Trient durch einen Granatsplitter tödlich am Kopf getroffen, während er die Attacke seines Bataillons anführte. Sein früher Tod im Alter von nur 41 Jahren erregte in breiten Kreisen Aufmerksamkeit – er galt als die große Hoffnung der Theoretischen Physik in Österreich. Der Kaiser persönlich schickte der Witwe ein Kondolenztelegramm. Seine Gebeine ruhen heute auf dem Friedhof von Altmünster bei Gmunden. 1956 wurde die Hasenöhrlstraße in Wien-Favoriten nach ihm benannt.

## Die Hohlraumstrahlung
Ab 1880 wurde von Physikern wie Joseph John Thomson (1881), George Frederick Charles Searle (1897), Wilhelm Wien (1900), Henri Poincaré (1900), Max Abraham (1902), und Hendrik Antoon Lorentz (1904) der Begriff „elektromagnetische Masse“ benutzt. Diese drückte aus, dass die elektromagnetische Energie einen Impuls besitzt und zur Masse eines Körpers beiträgt. Als Formel für diesen Zusammenhang ergab sich (in moderner Notation):
{\displaystyle m_{em}={\frac {4}{3}}\cdot {\frac {E_{em}}{c^{2}}}}
Im Juli 1904 erschien (nach Vorarbeiten in den Wiener Sitzungsberichten im selben Jahr) in den Annalen der Physik Hasenöhrls Arbeit Zur Theorie der Strahlung in bewegten Körpern. Darin entwickelt er aus dem Strahlungsdruck elektromagnetischer Wellen die Formel
{\displaystyle m={\frac {8}{3}}\cdot {\frac {h\,\varepsilon _{0}}{c^{2}}}}
Dabei ist m die „scheinbare Masse der Hohlraumstrahlung“, {\displaystyle h\varepsilon _{0}} der „Betrag der im ruhenden Hohlraum enthaltenen Strahlungsenergie“ und c die Lichtgeschwindigkeit. Die Formel drückt aus, dass ein von Strahlung erfüllter Hohlkörper durch die Strahlung eine zusätzliche, „scheinbare Masse“ besitzt. Hasenöhrl folgerte darüber hinaus, dass dieser Zusammenhang für jede Form von Wärmestrahlung und somit für jeden Körper, dessen Temperatur größer als 0 K ist, gültig ist. 1905 wurde Hasenöhrl allerdings von Max Abraham auf einen Fehler aufmerksam gemacht, wodurch er die Formel korrigieren musste auf:
{\displaystyle m={\frac {4}{3}}\cdot {\frac {h\,\varepsilon _{0}}{c^{2}}}}
Diese Formel entspricht der, welche bereits früher für die elektromagnetische Masse bekannt war. Hasenöhrls Ergänzung zu diesen vorhergehenden Leistungen bestand darin, dass er diesen Zusammenhang u. a. auf die Hohlraumstrahlung anwandte und mit thermodynamischen Überlegungen in Verbindung brachte. Für diese Leistung erhielt er, auf Vorschlag von Ludwig Boltzmann, den Haitinger-Preis der kaiserlichen Akademie der Wissenschaften in Wien und wurde 1906, trotz seiner Jugend, Nachfolger Boltzmanns als Ordinarius. Unter Bezug auf Hasenöhrl wurde die Hohlraumstrahlung später auch von Kurd von Mosengeil (1906) und, dem letzteren folgend, in sehr allgemeiner Weise im Rahmen der Relativitätstheorie von Max Planck (1907) benutzt.
In weiteren Arbeiten (1907, 1908) baute Hasenöhrl seine Theorie weiter aus und merkte an, dass die Ergebnisse seiner neuen Theorie mit denen von Mosengeil und Planck übereinstimmten. Dabei beklagte er allerdings, dass seine 1904-Ergebnisse von Planck (1907) überhaupt nicht erwähnt worden waren. Allerdings wurde Hasenöhrls neue Arbeit von 1907 nun auch von Planck (1908) anerkannt, indem er wie Hasenöhrl anmerkte, dass deren Ergebnisse trotz unterschiedlicher Methoden mit denen aus der Relativitätstheorie gefolgerten übereinstimmten.
Max Planck und Wolfgang Pauli schrieben:

„Darauf, daß die Hohlraumstrahlung Trägheit besitzt, hat zuerst F. Hasenöhrl aufmerksam gemacht.“

„Die Strahlung im bewegten Hohlraum. Dieser Fall hat ein historisches Interesse, da er allein auf Grund der Elektrodynamik, auch ohne Relativitätstheorie, behandelt werden kann. Man kommt dann notwendig dazu, der bewegten Strahlungsenergie Impuls, also auch träge Masse zuzuschreiben. Es ist interessant, daß dieses Resultat schon vor Aufstellung der Relativitätstheorie von Hasenöhrl gefunden wurde. Seine Schlüsse waren allerdings in einigen Punkten verbesserungsbedürftig. Eine vollständige Lösung des Problems gab zuerst K. v. Mosengeil.“

### 4/3-Faktor
Es gibt unterschiedliche Erklärungen für den 4/3-Faktor in Hasenöhrls Formel. Beispielsweise nahmen Enrico Fermi und andere an, dass dies analog zum selben Faktor für die elektromagnetische Masse zu sehen sei. D. h. man muss nicht nur die Energie der Strahlung selbst, sondern auch die elastischen Spannungen in der Hülle des Hohlkörpers berücksichtigen. Beides zusammen ergibt dann eine Massenzunahme gemäß der relativistischen Formel {\displaystyle m=E/c^{2}}.
Darüber hinaus meinen Stephen Boughn und Tony Rothman (2011) und Boughn (2012), dass Hasenöhrl mit den Mitteln der damaligen Zeit, d. h. ohne die relativistischen Transformationsformeln, die kinetische Energie nicht korrekt berechnen konnte. Vor allem habe er übersehen, dass die Strahlungsquellen während der Strahlung an Masse verlieren, was ironischerweise einer Energie-Masse-Beziehung entspricht, die Hasenöhrls Arbeit eigentlich hätte demonstrieren sollen. Trotzdem verdiene Hasenöhrl für die grundlegende Erkenntnis, dass elektromagnetische Energie zu Masse strahlender Körper beiträgt, Anerkennung.

### Hasenöhrl und Einstein
Die Formeln zur elektromagnetischen Masse (wie auch die von Hasenöhrl vom Juli 1904) ähneln sehr der Formel
{\displaystyle \displaystyle {E=mc^{2}}}
die Albert Einstein einige Ausgaben später, im September 1905 (s. Annus mirabilis) in derselben Zeitschrift in seiner Arbeit Zur Elektrodynamik bewegter Körper veröffentlichte. Die Ähnlichkeit beider Formeln wurde noch bis in die 1930er Jahre von Gegnern der Einsteinschen Relativitätstheorie(n), insbesondere von den Vertretern der nationalsozialistischen Deutschen Physik – u. a. von Philipp Lenard – benutzt, um ihre Kritik zu fundieren oder zumindest Einstein die Originalität streitig zu machen.
So behauptete Lenard in einer Arbeit von 1921 (wo er übrigens auch die Priorität von Johann Georg von Soldner und Paul Gerber behauptete), dass es Hasenöhrls und die darauf folgenden Untersuchungen gewesen wären, welche die „Trägheit der Energie“ (also eine Kombination aus Äquivalenz von schwerer und träger Masse und der Äquivalenz von Masse und Energie) erwiesen hätten.
Max von Laue (1921) antwortete darauf, dass die Trägheit der elektromagnetischen Energie insbesondere durch Poincaré (1900) und Abraham (1902) durch Einführung des elektromagnetischen Impulses erwiesen worden war, während Hasenöhrl diese Erkenntnisse im Grunde nur auf die Hohlraumstrahlung angewandt hätte. Einsteins Begriff der Trägheit der Energie hingegen ist sehr viel weitergehend, da er nicht nur für die elektromagnetische Energie wie bei den anderen Autoren, sondern für jede mögliche Form der Energie gültig ist.

## Veröffentlichungen
Hasenöhrls Arbeit zur Hohlraumstrahlung
- Zur Theorie der Strahlung bewegter Körper. (Sitzungsberichte der mathematisch-naturwissenschaftlichen Klasse der kaiserlichen Akademie der Wissenschaften, Wien. 113 IIa, 1039, 1904)
- Zur Theorie der Strahlung in bewegten Körpern. (Annalen der Physik 15, 344–370, 1904)
- Zur Theorie der Strahlung in bewegten Körpern. Berichtigung (Annalen der Physik 16, 589–592, 1905).
- Zur Thermodynamik bewegter Systeme (Sitzungsberichte der mathematisch-naturwissenschaftlichen Klasse der kaiserlichen Akademie der Wissenschaften, Wien. 116 IIa (9): 1391–1405, 1907)
- Zur Thermodynamik bewegter Systeme (Fortsetzung) (Sitzungsberichte der mathematisch-naturwissenschaftlichen Klasse der kaiserlichen Akademie der Wissenschaften, Wien. 117 IIa (2): 207–215, 1908).